# Fortitudo Agrigento 2014-2015
La stagione 2014-2015 della S.S.D. Fortitudo s.r.l. è stata la prima disputata in Serie A2.
Sponsorizzata dalla Moncada, la società agrigentina si è classificata all'ottavo posto nel Girone Gold di A2 ed è arrivata in finale dei play-off per la promozione in A.

## Verdetti stagionali
Competizioni nazionali
- Serie A2:

stagione regolare: 8º posto su 14 squadre (13-13).
play-off : finalista (10-6).

## Organigramma societario
Area dirigenziale
- Presidente: Moncada Salvatore
- Vicepresidente:	Iacono Angelo Quarantino
- General Manager: Christian Mayer
- Addetto Stampa: Giocondo Claudia
- Responsabile Marketing: Moncada Gabriele e Vento Laura

Area tecnica
- Allenatore: Franco Ciani
- Primo Assistente:	Dicensi Luigi
- Addetto Statistiche: 	Giordano Rosario e Gangarossa Antonino
- Preparatore atletico: 	Alletto Salvatore
- Medico: Mossuto Alfonso
- Fisioterapista: Gaglio Dario e Boschetti Maurizio
- Addetto Arbitri: 	Fronda Domenico
- Responsabile Settore Giovanile: 	Cantone Riccardo

## Rosa
| Giocatori |
| --------- |

|    | Naz.                   | Ruolo | Sportivo                   | Anno | Alt. |  |  |
| -- | ---------------------- | ----- | -------------------------- | ---- | ---- |  |  |
| 6  | Italia (bandiera)      | G     | Federico Vai               | 1995 | 190  |  |  |
| 7  | Italia (bandiera)      | GA    | Marco Evangelisti          | 1984 | 198  |  |  |
| 8  | Italia (bandiera)      | A     | Giancarlo Di Simone        | 1987 | 198  |  |  |
| 11 | Stati Uniti (bandiera) | G     | Pendarvis Williams         | 1991 | 198  |  |  |
| 12 | Italia (bandiera)      | A     | Albano Maximo Chiarastella | 1985 | 201  |  |  |
| 13 | Italia (bandiera)      | C     | Quirino De Laurentiis      | 1992 | 206  |  |  |
| 14 | Italia (bandiera)      | PG    | Andrea Saccaggi            | 1989 | 190  |  |  |
| 21 | Italia (bandiera)      | P     | Alessandro Piazza          | 1987 | 175  |  |  |
| 22 | Italia (bandiera)      | A     | Mattia Udom                | 1993 | 202  |  |  |
| 33 | Italia (bandiera)      | P     | Andrea Portannese          | 1993 | 183  |  |  |
| 50 | Stati Uniti (bandiera) | AC    | Dave Dudzinski             | 1992 | 206  |  |  |

| Under aggregati alla prima squadra |
| ---------------------------------- |

| N° | Naz.              | Ruolo | Sportivo         | Anno | Alt. | Peso |  |
| -- | ----------------- | ----- | ---------------- | ---- | ---- | ---- |  |
|    | Italia (bandiera) |       | Giuseppe Cuffaro |      |      |      |  |
|    | Italia (bandiera) |       | Domenico Napoli  |      |      |      |  |
|    | Italia (bandiera) |       | Giuseppe Magro   |      |      |      |  |
|    | Italia (bandiera) |       | Mario Tartaglia  |      |      |      |  |

## Statistiche dei giocatori

### In campionato
| Nome                  | Pun  | G  | Min | Falli | Falli | Tiri da 2 | Tiri da 2 | Tiri da 2 | Tiri da 3 | Tiri da 3 | Tiri da 3 | Tiri Liberi | Tiri Liberi | Tiri Liberi | Rimbalzi | Rimbalzi | Rimbalzi | Stop | Stop | Palle | Palle | Ass | Val  | OER |
| Nome                  | Pun  | G  | Min | C     | S     | R         | T         | %         | R         | T         | %         | R           | T           | %           | O        | D        | T        | D    | S    | P     | R     | Ass | Val  | OER |
| --------------------- | ---- | -- | --- | ----- | ----- | --------- | --------- | --------- | --------- | --------- | --------- | ----------- | ----------- | ----------- | -------- | -------- | -------- | ---- | ---- | ----- | ----- | --- | ---- | --- |
| Williams Penndarvis   | 401  | 26 | 863 | 77    | 81    | 113       | 204       | 55        | 34        | 92        | 37        | 73          | 90          | 81          | 28       | 95       | 123      | 12   | 12   | 50    | 45    | 54  | 411  | 1   |
| Evangelisti Marco     | 280  | 26 | 757 | 50    | 71    | 52        | 114       | 46        | 41        | 113       | 36        | 53          | 56          | 95          | 7        | 41       | 48       | 0    | 14   | 53    | 3     | 36  | 184  | 0.9 |
| Dudzinski Dave        | 276  | 26 | 612 | 71    | 50    | 87        | 154       | 56        | 20        | 66        | 30        | 42          | 53          | 79          | 50       | 86       | 136      | 12   | 6    | 35    | 22    | 21  | 281  | 1   |
| Saccaggi Andrea       | 238  | 26 | 567 | 57    | 58    | 34        | 79        | 43        | 46        | 129       | 36        | 32          | 39          | 82          | 9        | 28       | 37       | 1    | 8    | 45    | 22    | 28  | 139  | 0.9 |
| Chiarastella Albano   | 214  | 26 | 718 | 58    | 44    | 78        | 143       | 55        | 11        | 29        | 38        | 25          | 36          | 69          | 36       | 110      | 146      | 0    | 14   | 46    | 19    | 38  | 249  | 0.9 |
| Piazza Alessandro     | 213  | 24 | 802 | 72    | 127   | 47        | 120       | 39        | 15        | 80        | 19        | 74          | 85          | 87          | 19       | 79       | 98       | 0    | 5    | 79    | 74    | 139 | 346  | 0.7 |
| Udom Mattia James     | 187  | 26 | 459 | 59    | 42    | 64        | 125       | 51        | 8         | 28        | 29        | 35          | 54          | 65          | 35       | 75       | 110      | 3    | 10   | 23    | 26    | 9   | 185  | 0.9 |
| De Laurentiis Quirino | 117  | 26 | 404 | 77    | 34    | 43        | 80        | 54        | 4         | 26        | 15        | 19          | 32          | 59          | 25       | 63       | 88       | 14   | 8    | 30    | 22    | 10  | 98   | 0.8 |
| Vai Federico          | 17   | 13 | 69  | 15    | 2     | 1         | 5         | 20        | 5         | 11        | 45        | 0           | 0           | 0           | 2        | 2        | 4        | 0    | 1    | 3     | 3     | 2   | -1   | 0.9 |
| Portannese Andrea     | 2    | 5  | 16  | 2     | 1     | 1         | 1         | 100       | 0         | 2         | 0         | 0           | 0           | 0           | 0        | 3        | 3        | 0    | 0    | 4     | 1     | 5   | 4    | 0.3 |
| Napoli Domenico       | 0    | 1  | 0   | 0     | 0     | 0         | 0         | 0         | 0         | 0         | 0         | 0           | 0           | 0           | 0        | 0        | 0        | 0    | 0    | 0     | 0     | 0   | 0    | 0   |
| Totali stagionali     | 1945 | 26 |     | 538   | 510   | 520       | 1025      | 51        | 184       | 576       | 32        | 353         | 445         | 79          | 214      | 585      | 799      | 42   | 78   | 370   | 237   | 342 | 1900 |     |

### Nei play-off
| Nome                  | Pun  | G  | Min | Falli | Falli | Tiri da 2 | Tiri da 2 | Tiri da 2 | Tiri da 3 | Tiri da 3 | Tiri da 3 | Tiri Liberi | Tiri Liberi | Tiri Liberi | Rimbalzi | Rimbalzi | Rimbalzi | Stop | Stop | Palle | Palle | Ass | Val  | OER |
| Nome                  | Pun  | G  | Min | C     | S     | R         | T         | %         | R         | T         | %         | R           | T           | %           | O        | D        | T        | D    | S    | P     | R     | Ass | Val  | OER |
| --------------------- | ---- | -- | --- | ----- | ----- | --------- | --------- | --------- | --------- | --------- | --------- | ----------- | ----------- | ----------- | -------- | -------- | -------- | ---- | ---- | ----- | ----- | --- | ---- | --- |
| Dudzinski Dave        | 256  | 16 | 442 | 48    | 56    | 77        | 118       | 65        | 21        | 42        | 50        | 39          | 59          | 66          | 37       | 79       | 116      | 5    | 8    | 24    | 14    | 11  | 296  | 1.2 |
| Williams Penndarvis   | 204  | 16 | 548 | 34    | 58    | 54        | 108       | 50        | 21        | 61        | 34        | 33          | 38          | 87          | 9        | 61       | 70       | 6    | 7    | 25    | 16    | 23  | 212  | 1   |
| Evangelisti Marco     | 172  | 16 | 472 | 31    | 45    | 36        | 71        | 51        | 21        | 57        | 37        | 37          | 40          | 93          | 8        | 38       | 46       | 2    | 3    | 32    | 7     | 30  | 162  | 1   |
| Saccaggi Andrea       | 170  | 16 | 384 | 36    | 45    | 26        | 43        | 60        | 28        | 71        | 39        | 34          | 41          | 83          | 3        | 18       | 21       | 1    | 4    | 29    | 16    | 19  | 136  | 1   |
| Piazza Alessandro     | 156  | 14 | 461 | 43    | 71    | 24        | 64        | 38        | 17        | 45        | 38        | 57          | 72          | 79          | 7        | 37       | 44       | 0    | 4    | 32    | 25    | 76  | 210  | 0.9 |
| Chiarastella Albano   | 120  | 16 | 457 | 48    | 26    | 29        | 65        | 45        | 15        | 39        | 38        | 17          | 22          | 77          | 16       | 78       | 94       | 2    | 4    | 24    | 14    | 29  | 144  | 0.9 |
| Udom Mattia James     | 67   | 16 | 193 | 27    | 22    | 20        | 49        | 41        | 4         | 28        | 14        | 15          | 27          | 56          | 18       | 36       | 54       | 2    | 7    | 17    | 8     | 1   | 38   | 0.6 |
| De Laurentiis Quirino | 64   | 14 | 163 | 38    | 21    | 24        | 33        | 73        | 1         | 9         | 11        | 13          | 24          | 54          | 13       | 22       | 35       | 2    | 0    | 8     | 5     | 4   | 57   | 1   |
| Vai Federico          | 15   | 10 | 43  | 4     | 1     | 2         | 2         | 100       | 3         | 6         | 50        | 2           | 2           | 100         | 0        | 3        | 3        | 0    | 0    | 0     | 2     | 2   | 16   | 1.7 |
| Portannese Andrea     | 5    | 4  | 5   | 1     | 2     | 1         | 1         | 100       | 0         | 0         | 0         | 3           | 4           | 75          | 0        | 1        | 1        | 0    | 0    | 1     | 0     | 1   | 6    | 1.3 |
| Totali stagionali     | 1235 | 16 |     | 316   | 351   | 294       | 559       | 53        | 131       | 358       | 37        | 254         | 335         | 76          | 115      | 376      | 491      | 20   | 37   | 193   | 109   | 197 | 1284 |     |